# Кашкадамов, Борис Павлович
Борис Павлович Кашкадамов (24 мая 1906, Липовка Смоленской губернии — 28 апреля 1998, Львов) — инженер-автомобилист, конструктор, основатель и директор Львовского автобусного завода ЛАЗ.

## Биография
Родился в имении Липовка Смоленской губернии. Поступил в Московский кадетский корпус, где учился до начала Гражданской войны. С четырнадцати лет начал работать — рассыльным, батраком в колхозе, потом, после окончания курсов, землемером. В 1930-х гг. поступает на учёбу в Харьковский политехнический институт, после окончания которого работает на Харьковском тракторном заводе .

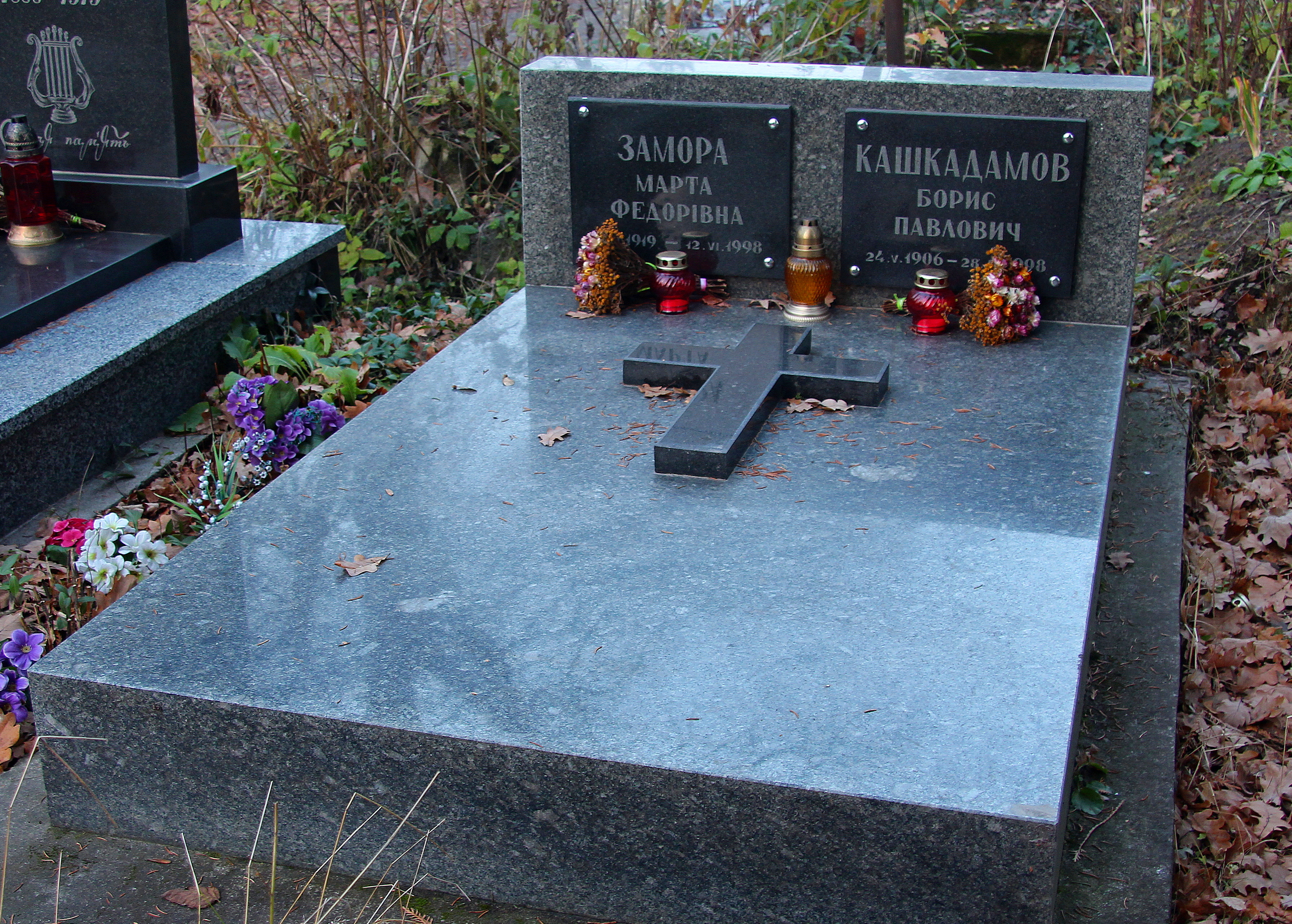

Был мобилизован в Красную Армию, участвовал в боях под Сталинградом и в Берлинской операции. После войны проходил службу начальником стационарных авторемонтных мастерских в Харькове. После демобилизации в конце 1940-х гг. переехал к жене в Львов.
Работал главным инженером на Львовском велосипедном заводе, главным инженером на Львовсельмаше, с 1953 года — директором Львовского автокранового завода. По его инициативе на заводе была разработана наиболее прогрессивная в тогдашнем Советском Союзе модель автобуса, после чего завод был переименован в Львовский автобусный завод (ЛАЗ) и стал ведущим предприятием СССР по выпуску автобусов. Возглавлял завод до 1966 года, затем возглавив Главное союзное конструкторское бюро автобусов (впоследствии Всесоюзный конструкторско-экспериментальный институт автобусостроения, ВКЭИ).
С 1972 года — на пенсии, однако ещё долгие годы продолжал работать на ЛАЗе инженером по профессиональному образованию. Похоронен на Сиховском кладбище во Львове.

## Награды
Награждён орденами Октябрьской Революции (5 апреля 1971), Трудового Красного Знамени (22 августа 1966), медалями, в том числе, — медалью «За победу над Германией в Великой Отечественной войне 1941—1945 гг.» (27 августа 1945), «За взятие Берлина» (12 июля 1946), «За успехи в народном хозяйстве СССР» (14 марта 1960 , имела золотая медаль ВДНХ), «За успехи в народном хозяйстве СССР» (26 апреля 1961 , большая серебряная медаль ВДНХ), Почетная грамота Президиума Верховного Совета УССР(26 октября 1956).